# 改造老師大作戰
《改造老師大作戰》（日语：スクラップ・ティーチャー〜教師再生〜），又譯廢物老師，又名Scrap Teacher～教師再生～，是由2008年10月11日至12月13日播放的日本電視台連續劇，由中島裕翔等人主演。播放時間為逢星期六日本時間晚上九時。全劇共九集，首集擴大十五分鐘播映。

## 概要
有沒有搞錯，學生改造老師？！「改造老師大作戰」完全顛覆校園劇中熱血老師感化問題學生的老梗，由傑尼斯團體「Hey！Say！JUMP」人氣成員中島裕翔、山田涼介、知念侑李、有岡大貴，飾演一群身懷絕技的超級國中生，為了改變因廢校危機而自甘墮落的散漫老師，使出各種手段、執行改造老師大作戰！
他們不但跟老師PK劍道，還要從直昇機上把老師踢出去，來一場震撼教育。但是當老師有難，他們就會化身正義使者，輕輕鬆鬆替老師解圍。誰說國中生只能乖乖聽話？碰到老師無能搞不定，就是他們站出來拯救學校的時候！
經過3次大學落榜、5次教甄失敗才當上老師的虎之助（上地雄輔飾演），懷抱著無比熱誠，來到了城東區立第八中學。沒想到卻傳出學校即將面臨廢校，不僅老師們無心教書，成天打混摸魚，就連學生們也跟著有樣學樣，整間學校陷入無政府狀態。就在此時，學校突然來了3位神秘轉學生，還放話說要改造這群廢物老師。從那天起，奇蹟開始在第八中學萌芽…

## 演員

### 2年B班學生
- 久坂秀三郎 - 中島裕翔（Hey! Say! JUMP / Hey! Say! 7）
- 高杉東一 - 山田涼介（Hey! Say! JUMP / Hey! Say! 7）
- 吉田榮太郎  - 知念侑李（Hey! Say! JUMP / Hey! Say! 7）
- 入江杉藏 - 有岡大貴（Hey! Say! JUMP / Hey! Say! BEST）
- 澤渡岬 - 髙畑岬（當時・B.I.Shadow）
- 楠本風磨 - 菊池風磨（當時・B.I.Shadow/現為Sexy Zone）
- 美濃部健人 - 中島健人（當時・B.I.Shadow/現為Sexy Zone）
- 大崎沙莉  - 伊藤沙莉
- 木之內誠 - 伊東誠
- 三島奈美  - 磯貝奈美
- 品川まなみ  - 田中あさみ
- 金澤瑞貴 - 指出瑞貴
- 上野まりや  - 西內麻理耶
- 田町のん - 足立梨花
- 土屋大輔  - 新井大輔
- 月岡隆一郎 - 惠隆一郎
- 金田拓朗 - 岡本拓朗
- 日置祥太朗 - 間宮祥太朗
- 高崎瑞希  - 水嶋瑞希
- 福島惠里菜 - 角池惠里菜
- 兩國愛里紗 - 佐野愛里紗
- 目白花菜 - 沼倉花菜
- 水島成吾 - 桑原成吾

### 教師
- 瀧優子 - 加藤愛
- 杉虎之助 - 上地雄輔
- 松尾悟史 - 向井理
- 高須久公 - 八嶋智人
- 豪德寺秋美 - 南野陽子
- 榎戶庄助 - 升毅
- ジョン崎田 - 仲本工事
- 矢吹一 - 六角精兒
- 扇田のぶ子 - 藤本靜
- 小田島大吾 - かねちくけんじ
- 蓮見健 - 增田修一朗
- 平山郁美 - ハンサム判治（デブパレード） 技術教師
- 柄谷信人 - 平方元基

## 製作人員
- 劇本：水橋文美江、江頭美智留、及川拓郎、佐藤久美子
- 製作人：櫨山裕子、內山雅博
- 音樂：吉川慶、Audio Highs
- 導演：南雲聖一、茂山佳則、佐久間紀佳
- 音樂製作人：志田博英
- 武術指導：佐佐木修平
- 技術協助：NiTRo
- 製作協力：Office Crescendo
- 製作著作：日本電視台

## 主題曲
- Hey! Say! JUMP（J Storm）

## 播放日程
| 集數                                                              | 播放日期       | 副標題 | 收視率 |
| ----------------------------------------------------------------- | -------------- | ------ | ------ |
| 第1話                                                             | 2008年10月11日 |        | 12.6%  |
| 第2話                                                             | 2008年10月18日 |        | 12.2%  |
| 第3話                                                             | 2008年10月25日 |        | 12.5%  |
| 第4話                                                             | 2008年11月1日  |        | 10.2%  |
| 第5話                                                             | 2008年11月8日  |        | 13.3%  |
| 第6話                                                             | 2008年11月15日 |        | 10.7%  |
| 第7話                                                             | 2008年11月22日 |        | 11.5%  |
| 第8話                                                             | 2008年12月6日  |        | 10.9%  |
| 最終話                                                            | 2008年12月13日 |        | 8.9%   |
| 平均收視率11.4%（收視率為日本關東地區，由Video Research所調查。） |                |        |        |

## 外部連結
- 電視劇官方網站 （页面存档备份，存于）

## 節目的變遷
| 日本日本電視台 日本電視台週六連續劇 | 日本日本電視台 日本電視台週六連續劇        | 日本日本電視台 日本電視台週六連續劇 |
| ----------------------------------- | ------------------------------------------ | ----------------------------------- |
|                                     | 改造老師大作戰 （2008.10.11 - 2008.12.13） |                                     |
| 暴走兄妹 （2008.7.12 - 2008.9.20）  | 守財奴 （2009.1.17 - 2009.3.14）           |                                     |

| 緯來日本台 週一至週五 每晚8點 | 緯來日本台 週一至週五 每晚8點 | 緯來日本台 週一至週五 每晚8點 |
| ----------------------------- | ----------------------------- | ----------------------------- |
|                               | （2009.9.3 - 2009.9.15）      |                               |
| （2009.8.21 - 2009.9.2）      | （2009.9.16 - 2009.9.30）     |                               |